# Élections législatives nord-irlandaises de 2016
Des élections législatives ont lieu en Irlande du Nord le 5 mai 2016. Il s'agit de renouveler l'ensemble des cent-huit membres de l'Assemblée d'Irlande du Nord, chambre monocamérale, au suffrage universel direct.

## Système politique et électoral
L'Irlande du Nord est une nation partiellement autonome au sein du Royaume-Uni. En vertu de l'accord du Vendredi saint de 1998, elle demeure membre par choix du Royaume-Uni, qu'elle conserve le droit de quitter si une majorité de ses citoyens le souhaite. Son Assemblée dispose du pouvoir de légiférer dans les domaines qui lui sont dévolus, et choisit les Premier ministre et vice-Premier ministre d'Irlande du Nord.
L'Irlande du Nord est divisée en dix-huit circonscriptions, dont chacune élit six représentants (« membres de l'Assemblée législative », MLAs), au scrutin à vote unique transférable, qui vise à assurer une représentation équitable des divers courants politiques.
Le modèle politique nord-irlandais est le produit de l'accord du Vendredi saint (ou accord de Belfast), qui a mis fin à trente ans de conflit nord-irlandais et de violences terroristes. Pour cette raison, la vie politique nord-irlandaise n'est pas structurée en une majorité et une opposition parlementaires. À l'inverse, le pays est doté de manière permanente d'un gouvernement d'union nationale. L'exécutif d'Irlande du Nord est choisi par l'Assemblée, chaque parti politique disposant d'un nombre de ministres proportionnel à son nombre de sièges à l'Assemblée. Le premier ministre est issu du parti arrivé premier lors des élections législatives, tandis que le vice-premier ministre est issu du parti arrivé deuxième.

## Gouvernement sortant et partis politiques
La vie politique s'articule principalement en un désaccord entre d'un côté les partis unionistes (que l'on appelle également loyalistes), qui souhaitent le maintien de l'Irlande du Nord dans le Royaume-Uni, et de l'autre les partis nationalistes (dits également républicains) qui souhaitent le rattachement de l'Irlande du Nord à la république d'Irlande. Les unionistes sont nettement majoritaires (d'où le maintien du statu quo à cette date).
Les principaux partis unionistes, le Parti unioniste démocrate (DUP, droite) et le Parti unioniste d'Ulster (UUP, centre-droit) sont principalement soutenus par des électeurs protestants, descendant notamment de migrants écossais arrivés au XVIIe siècle. À l'inverse, les partis nationalistes sont des partis de gauche : le Sinn Féin (socialiste) et le Parti social-démocrate et travailliste (SDLP) ; leur électorat est presque exclusivement catholique, notamment pour le Sinn Féin.
Le gouvernement sortant regroupe ces quatre grands partis, ainsi que le Parti de l'Alliance - un parti centriste, libéral, qui rejette le clivage religieux et ne se positionne pas sur la question de l'unionisme ou du nationalisme, cherchant à bâtir une nation unie au-delà de telles différences. La première ministre sortante, Arlene Foster, est la chef du DUP, tandis que le vice-premier ministre sortant, Martin McGuinness, est issu du Sinn Féin. Deux partis ayant remporté chacun un siège aux élections de 2011 ne sont pas membres de l'exécutif sortant : le parti Voix unioniste traditionnelle (unioniste, plus à droite que le DUP), et le Parti vert (gauche écologiste, neutre sur la question unionisme / nationalisme).

## Résultats
| Parti | Parti                                    | Voix    | %    | Sièges | +/- |
| ----- | ---------------------------------------- | ------- | ---- | ------ | --- |
|       | Parti unioniste démocrate                | 202 567 | 29,2 | 38     | +0  |
|       | Sinn Féin                                | 166 785 | 24,0 | 28     | -1  |
|       | Parti unioniste d'Ulster                 | 87 302  | 12,6 | 16     | +0  |
|       | Parti social-démocrate et travailliste   | 83 364  | 12,0 | 12     | -2  |
|       | Parti de l'Alliance                      | 48 447  | 7,0  | 8      | +0  |
|       | Parti vert                               | 18 178  | 2,7  | 2      | +1  |
|       | Le Peuple avant le profit                | 13 761  | 2,0  | 2      | +2  |
|       | Voix unioniste traditionnelle            | 23 776  | 3,4  | 1      | +0  |
|       | Indépendants                             |         |      | 1      | +0  |
|       | Parti pour l'indépendance du Royaume-Uni | 10 109  | 1,5  | 0      | +0  |
|       | Autres                                   |         |      | 0      |     |

### Résultats par circonscription
| Circonscription          | Nombre de sièges | PBP | Green | Sinn Féin | SDLP | Alliance | UUP | DUP | TUV | Ind. | Siège gagné par | Siège perdu par |
| ------------------------ | ---------------- | --- | ----- | --------- | ---- | -------- | --- | --- | --- | ---- | --------------- | --------------- |
| North Antrim             | 6                | -   | -     | 1         | -    | -        | 1   | 3   | 1   | -    | -               | -               |
| East Antrim              | 6                | -   | -     | 1         | -    | 1        | 1   | 3   | -   | -    | -               | -               |
| South Antrim             | 6                | -   | -     | 1         | -    | 1        | 1   | 3   | -   | -    | -               | -               |
| Belfast North            | 6                | -   | -     | 2         | 1    | -        | -   | 3   | -   | -    | -               | -               |
| Belfast West             | 6                | 1   | -     | 4         | 1    | -        | -   | -   | -   | -    | PBP             | SF              |
| Belfast South            | 6                | -   | 1     | 1         | 1    | 1        | -   | 2   | -   | -    | Green           | SDLP            |
|                          |                  |     |       |           |      |          |     |     |     |      | DUP             | UUP             |
| Belfast East             | 6                | -   | -     | -         | -    | 2        | 1   | 3   | -   | -    | -               | -               |
| North Down               | 6                | -   | 1     | -         | -    | 1        | 1   | 3   | -   | -    | -               | -               |
| Strangford               | 6                | -   | -     | -         | -    | 1        | 2   | 3   | -   | -    | -               | -               |
| Lagan Valley             | 6                | -   | -     | -         | -    | 1        | 2   | 3   | -   | -    | UUP             | DUP             |
| Upper Bann               | 6                | -   | -     | 2         | -    | -        | 2   | 2   | -   | -    | SF              | SDLP            |
| South Down               | 6                | -   | -     | 2         | 2    | -        | 1   | 1   | -   | -    | -               | -               |
| Newry and Armagh         | 6                | -   | -     | 3         | 1    | -        | 1   | 1   | -   | -    | -               | -               |
| Fermanagh & South Tyrone | 6                | -   | -     | 2         | 1    | -        | 1   | 2   | -   | -    | SDLP            | SF              |
| West Tyrone              | 6                | -   | -     | 3         | 1    | -        | 1   | 1   | -   | -    | -               | -               |
| Mid Ulster               | 6                | -   | -     | 3         | 1    | -        | 1   | 1   | -   | -    | -               | -               |
| Foyle                    | 6                | 1   | -     | 2         | 2    | -        | -   | 1   | -   | -    | PBP             | SDLP            |
| East Londonderry         | 6                | -   | -     | 1         | 1    | -        | -   | 3   | -   | 1    | -               | -               |
| Total                    | 108              | 2   | 2     | 28        | 12   | 8        | 16  | 38  | 1   | 1    |                 |                 |